# Stanisław Żurek (lotnik)
Stanisław Józef Żurek (ur. 3 maja 1911 w Krakowie, zm. 11 lipca 1979 w Runcorn) – podpułkownik pilot Polskich Sił Powietrznych, dowódca dywizjonu 304, kawaler Virtuti Militari, odznaczony Orderem Imperium Brytyjskiego i Krzyżem Wybitnej Służby Lotniczej.

## Życiorys
W 1934 r. ukończył Państwową Szkołę Przemysłową w rodzinnym Krakowie. Został powołany do odbycia służby wojskowej, w czerwcu trafił na przeszkolenie do obozu lotniczego Przysposobienia Wojskowego w Łucku. We wrześniu został skierowany na kurs unitarny do Szkoły Podchorążych Rezerwy Piechoty. Po jego ukończeniu w styczniu 1935 r. rozpoczął naukę w Szkole Podchorążych Rezerwy Lotnictwa w Dęblinie, którą ukończył we wrześniu.
Jako oficer rezerwy został przydzielony do 2. pułku lotniczego. W 1938 r. został awansowany na stopień podporucznika. Po wybuchu II wojny światowej został ewakuowany przez Rumunię do Francji i trafił do polskiej bazy w Lyon-Bron. Po klęsce Francji czekała go kolejna ewakuacja, tym razem do Wielkiej Brytanii. Zgłosił się do służby w Polskich Siłach Powietrznych, otrzymał numer służbowy RAF P-1102. Po pobycie w bazie lotnictwa polskiego w Blackpool został skierowany do 6 Air Observers Navigation School. Ukończył ją w czerwcu 1941 r. i został skierowany do 18 Operational Training Unit na kurs zgrywania załóg bojowych.
W sierpniu 1942 r. otrzymał przydział do dywizjonu 304, brał udział w lotach nad Zatoką Biskajską na poszukiwanie niemieckich okrętów podwodnych. 2 września tegoż roku brał udział w ataku na włoski okręt podwodny „Reginaldo Giuliani” z wykorzystaniem bomb i broni maszynowej. Włoski okręt został ciężko uszkodzony i wyłączony ze służby do listopada.
W listopadzie 1944 r. objął w dywizjonie stanowisko dowódcy eskadry B. 3 stycznia 1945 r. powierzono mu stanowisko dowódcy dywizjonu 304, które zdał w październiku. Następnie służył w Dowództwie Polskich Sił Powietrznych, od 1 grudnia 1945 r. był dyrektorem Public Relations. Mimo tego wykonywał nadal loty. 18 stycznia 1946 r., podczas ćwiczebnego lądowania na jednym silniku, jego Warwick (nr ser. HG273, oznaczenie QD-X) uległ katastrofie na skutek pożaru silnika. Zginął instruktor, a Stanisław Żurek został ranny. 18 czerwca został oddelegowany do dowództwa Coastal Command, 20 lutego 1947 r. objął tam stanowisko polskiego oficera łącznikowego.
Po demobilizacji nie zdecydował się na powrót do Polski, pozostał na emigracji w Wielkiej Brytanii. Zmarł 11 lipca 1979 w Runcorn w okolicy Liverpoolu.

## Ordery i odznaczenia
Za swą służbę otrzymał odznaczenia:
- Krzyż Srebrny Virtuti Militari nr 8446,
- Krzyż Walecznych – trzykrotnie,
- Srebrny Krzyż Zasługi z Mieczami,
- Medal Lotniczy – czterokrotnie,
- Order Imperium Brytyjskiego,
- Krzyż Wybitnej Służby Lotniczej.